# Lang Phường
Lang Phường (廊坊市) là một địa cấp thị của tỉnh Hà Bắc, Trung Quốc.

## Các đơn vị hành chính
- Quận An Thứ (安次区)
- Quận Quảng Dương (广阳区)
- Thành phố cấp huyện Bá Châu (霸州市)
- Thành phố cấp phó địa Tam Hà (三河市)
- Huyện Hương Hà (香河县),
- Huyện Vĩnh Thanh (永清县),
- Huyện Cố An (固安县)
- Huyện Văn An (文安县),
- Huyện Đại Thành (大城县)
- Huyện tự trị dân tộc Hồi Đại Xưởng (大厂回族自治县)